# Timeu (historiador)
Timeu (historiador) ou Timeu de Tauromênio foi um historiador grego, filho de Andrômaco, tirano de Tauromênio, na Sicília, Timeu nasceu por volta de 352 a.C. Estudou sob as ordens de Filisco, e foi banido da Sicília por Agátocles de Siracusa. Timeu morou depois em Atenas, enquanto escrevia 38 livros, pelo menos sobre a história da Sicília, cobrindo tempos anteriores a 264 a.C. Ele escreveu também uma história sobre Pirro (318-272 a.C.) Rei do Epiro. Viveu em torno de 96 anos, morrendo algum dia por volta de 256 a.C.
Políbio o atacou como sendo supersticioso, e não tendo nenhuma experiência mundana, sentando em Atenas escrevendo sobre coisas que ele nunca tinha visto, e que sua capacidade de observação era tão fraca que ele nem mesmo pôde, com precisão, registrar as coisas que tinha visto. Além disso, Políbio o acusou de mentir e atacar abertamente Homero, Aristóteles, Teofrasto, e Agátocles. Isto levou Timeu a ser conhecido como Epitimeu. 
Segundo Diodoro Sículo, Timeu criticou duramente os historiadores anteriores ao seu tempo, por não terem sido acurados; Timeu, porém, cometeu o mesmo erro, ao negar a existência do touro de bronze,  objeto cuja existência foi confirmada após a captura de Cartago pelos romanos, em 146 a.C. Diodoro elogia Timeu por sua precisão cronológica, mas o critica por seus excessos em censurar, que lhe valeu o apelido de Epitimeu ou Censor.
No entanto alguns dos maiores méritos de Timeu são negligenciados por Políbio: o cuidado dele juntando fontes históricas, a tentativa de apresentar as versões mais simples e mais antigas dos mitos e sua precisão cronológica (ele introduziu a prática de registrar eventos através das Olimpíadas, enquanto compilando uma lista de vencedores Olímpicos). Cícero teve uma opinião diferente de Timeu, o considerando um erudito e eloquente.
Somente fragmentos dos seus trabalhos sobrevivem no presente.